# Jura Filho
Jurandir Ferro do Lago Filho, mais conhecido como Jura Filho (Bacabal, 26 de julho de 1962) é um administrador e político brasileiro. Filiado ao PMDB, foi vice-governador do Maranhão de 2003 a 2007, deputado estadual do Maranhão, por três mandatos consecutivos e diretor do Tribunal de Contas dos Municípios (1985–1990).
Foi Secretário de Estado de Programas Especiais do Maranhão, de 1 de janeiro a 31 de agosto de 2011.

## Carreira política
Ingressou na política em 1982 quando candidatou-se ao cargo de deputado estadual na legenda do PDS, tendo sido eleito, aos 20 anos, o mais jovem.
Foi eleito deputado estadual em 1990, 1994, 1998 e 2006.
Já nas eleições de 2002, foi eleito vice-governador do Maranhão na chapa encabeçada por José Reinaldo Tavares. Outros candidatos foram Jackson Lago (PDT), Raimundo Monteiro (PT) e Marcos Silva (PSTU). Roberto Rocha (PSDB) renunciou a sua candidatura em favor de Jackson Lago; Ricardo Murad (PSB) teve sua candidatura cassada, tendo seus votos anulados em 25 de setembro de 2002.
Foi eleito deputado estadual em 2006, mas não foi reeleito em 2010.